# 파울루 호베르투 파우캉
파울루 호베르투 파우캉(포르투갈어: Paulo Roberto Falcão, 1953년 10월 16일 ~ )은 브라질의 전 축구 선수로 포지션은 미드필더였다. 브라질 축구사의 중요한 선수이며, 특히 1980년대 세계 최고의 선수 중 한 명이었다.
로마에서의 성공과 퍼포먼스로 '로마의 8번째 왕'으로 불렸으며 2013년 구단 명예의 전당에 헌액되었다.

## 클럽 경력
1973년 인테르나시오나우 소속으로 데뷔했으며 팀의 브라질 세리에 A 3회 우승(1975년, 1976년, 1979년)과 1980년 코파 리베르타도레스 준우승에 기여했다. 1980년 이탈리아의 AS 로마로 이적했으며 팀의 세리에 A 1회 우승(1983년)과 코파 이탈리아 2회 우승(1981년, 1984년)에 기여했다. 1985년 상파울루로 이적했고 1986년 현역 은퇴를 선언했다.

## 국가대표팀 경력
1982년 FIFA 월드컵과 1986년 FIFA 월드컵에서 브라질 대표로 출전했으며 특히 1982년 FIFA 월드컵 당시 텔레 산타나가 이끌던 브라질 축구 국가대표팀에서 지쿠, 소크라치스, 세레주와 함께 '황금 사중주(四重奏)'라고 불릴 정도로 막강한 공격력을 갖춘 미드필더 라인의 멤버였다.

## 지도자 경력
1990년부터 1991년까지 브라질 대표팀 감독을 맡았고 1991년부터 1993년까지 멕시코의 축구 클럽인 클루브 아메리카의 감독을 맡았다. 1993년 인테르나시오나우의 감독을 맡았고 1994년에는 일본 대표팀 감독을 맡았다. 2011년 인테르나시오나우의 감독으로 다시 임명되었다.

## 여담
콜롬비아의 축구 선수 라다멜 팔카오의 이름은 그에게서 따온 것이다.

## 수상

#### SC 인테르나시오나우
- 캄페오나투 브라실레이루 세리 A : 1975, 1976, 1979
- 캄페오나투 가우슈 : 1973, 1974, 1975, 1976, 1978
- 코파 리베르타도레스 준우승 : 1980

#### AS 로마
- 세리에 A : 1982-83
- 코파 이탈리아 : 1980-81, 1983-84
- 유로피언컵 준우승 : 1983-84

#### 상파울루
- 캄페오나투 파울리스타 : 1985
- Taça dos Campeões Estaduais Rio-São Paulo: 1985

### 개인
- 볼라 지 프라타[4] : 1975, 1978, 1979
- 볼라 지 오우루[5] : 1978, 1979
- 남아메리카 올해의 선수 : 2위 (1982), 3위 (1979)
- 구에린 스포르티보 올해의 선수 : 1983
- 구에린 스포르티보 올해의 팀 : 1982, 1983
- FIFA 월드컵 실버볼 : 1982
- FIFA 월드컵 올스타팀 : 1982
- FIFA XI : 1982
- 옹즈 드 브롱즈 : 1982
- 옹즈 다르장 : 1983
- 골든풋 : 2019

#### 선정
- 브라질 축구 박물관 명예의 전당[6]
- 이탈리아 축구 명예의 전당
- AS 로마 명예의 전당
- 발롱도르 드림팀 후보 : 2020[7]
- 월드사커 역대 선수 100인[8]
- FIFA 100[9] : 2004